# Ghiacciaio Cox
Il ghiacciaio Cox (in inglese Cox Glacier) è un piccolo ghiacciaio situato sull'isola Thurston, al largo della costa di Eights, nella Terra di Ellsworth, in Antartide. Il ghiacciaio, il cui punto più alto si trova a circa 200 m s.l.m., fluisce verso sud partendo da una zona a est del ghiacciaio Rochray, fino ad entrare nello stretto Peacock, andando così ad alimentare la piattaforma glaciale Abbot.

## Storia
Il ghiacciaio Cox è stato mappato grazie a fotografie aeree scattate dallo squadrone VX-6 della marina militare statunitense (USN) nel gennaio 1960 ed è stato poi così battezzato dal Comitato consultivo dei nomi antartici in onore del tenente Jerry G. Cox, elicotterista della USN a bordo della USS Burton Island, che nel febbraio 1960 effettuò diversi voli di esplorazione nei cieli dell'isola Thurston.